# Pakistanische Cricket-Nationalmannschaft in Südafrika in der Saison 2018/19
Die Tour der pakistanischen Cricket-Nationalmannschaft nach Südafrika in der Saison 2018/19 fand vom 26. Dezember 2018 bis zum 6. Februar 2019 statt. Die internationale Cricket-Tour war Bestandteil der Internationalen Cricket-Saison 2018/19 und umfasste drei Tests, fünf ODIs und drei Twenty20s. Südafrika gewann die Test-Serie mit 3–0, die ODI-Serie 3–2, und die Twenty20-Serie 2–1.

## Vorgeschichte
Südafrika bestritt zuvor eine Tour in Australien, während Pakistan eine Tour gegen Neuseeland bestritt.
Das letzte Aufeinandertreffen der beiden Mannschaften bei einer Tour fand in der Saison 2013/14 in Südafrika statt.

## Stadien
Die folgenden Stadien wurden für die Tour ausgewählt.
| Stadion                  | Stadt          | Kapazität | Spiele                  |
| ------------------------ | -------------- | --------- | ----------------------- |
| Centurion Park           | Centurion      | 22.000    | 1. Test; 4. ODI; 3. T20 |
| Sahara Stadium Kingsmead | Durban         | 25.000    | 2. ODI                  |
| Wanderers Stadium        | Johannesburg   | 34.000    | 3. Test; 3. ODI; 2. T20 |
| Newlands Cricket Ground  | Kapstadt       | 25.000    | 2. Test; 5. ODI; 1. T20 |
| Sahara Oval St George's  | Port Elizabeth | 19.000    | 1. ODI                  |

## Kaderliste
Pakistan benannte seinen Test-Kader am 7. Dezember 2018, seinen ODI-Kader am 9. Januar und seinen Twenty20-Kader am 26. Januar 2019.
Südafrika benannte seinen Test-Kader am 6. Dezember 2018, seinen ODI-Kader am 10. Januar und seinen Twenty20-Kader am 25. Januar 2019.
| Test | Test | ODI | ODI | Twenty20 | Twenty20 |
| Südafrika | Pakistan | Südafrika | Pakistan | Südafrika | Pakistan |
| --- | --- | --- | --- | --- | --- |
| - Faf du Plessis (K) - Hashim Amla - Temba Bavuma - Theunis de Bruyn - Dean Elgar - Zubayr Hamza - Quinton de Kock (wk) - Keshav Maharaj - Pieter Malan - Aiden Markram - Duanne Olivier - Dane Paterson - Vernon Philander - Kagiso Rabada - Dale Steyn | - Sarfaraz Ahmed (K, wk) - Mohammad Abbas - Shaheen Afridi - Azhar Ali - Hasan Ali - Mohammad Amir - Faheem Ashraf - Babar Azam - Imam-ul-Haq - Shadab Khan - Shan Masood - Mohammad Rizwan - Asad Shafiq - Yasir Shah - Haris Sohail - Fakhar Zaman | - Faf du Plessis (K) - Hashim Amla - Quinton de Kock - Beuran Hendricks - Reeza Hendricks - Heinrich Klaasen - Aiden Markram - David Miller - Wiaan Mulder - Duanne Olivier - Dane Paterson - Andile Phehlukwayo - Dwaine Pretorius - Kagiso Rabada - Tabraiz Shamsi - Dale Steyn - Imran Tahir - Rassie van der Dussen | - Sarfaraz Ahmed (K, wk) - Shaheen Afridi - Hasan Ali - Mohammad Amir - Faheem Ashraf - Babar Azam - Imam-ul-Haq - Mohammad Hafeez - Shadab Khan - Shoaib Malik - Shan Masood - Mohammad Rizwan - Usman Shinwari - Hussain Talat - Imad Wasim - Fakhar Zaman | - Faf du Plessis (K) - Gihahn Cloete - Junior Dala - Quinton de Kock - Beuran Hendricks - Reeza Hendricks - Heinrich Klaasen - Janneman Malan - David Miller - Chris Morris - Wiaan Mulder - Andile Phehlukwayo - Tabraiz Shamsi - Lutho Sipamla - Rassie van der Dussen | - Shoaib Malik (K) - Sarfaraz Ahmed (K, wk) - Shaheen Afridi - Hasan Ali - Mohammad Amir - Faheem Ashraf - Asif Ali - Babar Azam - Sahibzada Farhan - Mohammad Hafeez - Shadab Khan - Mohammad Rizwan (wk) - Usman Shinwari - Hussain Talat - Imad Wasim - Fakhar Zaman |

## Tour Match
| 19. – 21. Dezember Scorecard | Benoni | South African Invitation XI 318-7d (84.3) & 182-7d (50.3) | – | Pakistan 306-7d (78.2) & 195-4 (40.2) |
|                              |        | Pakistan gewinnt mit 6 Wickets                            |   |                                       |

## Tests

### Erster Test in Centurion
| 26. – 28. Dezember Scorecard | Centurion | Pakistan 181 (47) & 190 (56)    | – | Südafrika 223 (60) & 151-4 (50.4) |
|                              |           | Südafrika gewinnt mit 6 Wickets |   |                                   |

### Zweiter Test in Kapstadt
| 3. – 6. Januar Scorecard | Kapstadt | Pakistan 177 (51.1) & 294 (70.4) | – | Südafrika 431 (124.1) & 43-1 (9.5) |
|                          |          | Südafrika gewinnt mit 9 Wickets  |   |                                    |

Auf Grund zu langsamer Spielweise wurden die Spieler der südafrikanische Mannschaft mit einer Geldstrafe belegt. Kapitän Faf du Plessis erhielt neben einer erhöhten Geldstrafe eine Sperre für ein Spiel.

### Dritter Test in Johannesburg
| 11. – 14. Januar Scorecard | Johannesburg | Südafrika 262 (77.4) & 303 (80.3) | – | Pakistan 185 (49.4) & 273 (65.4) |
|                            |              | Südafrika gewinnt mit 107 Runs    |   |                                  |

## One-Day Internationals

### Erstes ODI in Port Elizabeth
| 19. Januar Scorecard | Port Elizabeth | Südafrika 266-2 (50)           | – | Pakistan 267-5 (49.1) |
|                      |                | Pakistan gewinnt mit 5 Wickets |   |                       |

### Zweites ODI in Durban
| 22. Januar Scorecard | Durban | Pakistan 203 (45.5)             | – | Südafrika 207-5 (42) |
|                      |        | Südafrika gewinnt mit 5 Wickets |   |                      |

Dem pakistanischen Kapitän Sarfraz Ahmed wurde eine als vom Weltverband ICC rassistisch eingestuften Kommentar gegenüber dem südafrikanischen Spieler Andile Phehlukwayo nach dem 3. ODI für vier Spiele gesperrt.

### Drittes ODI in Johannesburg
| 25. Januar Scorecard | Johannesburg | Pakistan 317-6 (50)                        | – | Südafrika 187-2 (33/33) |
|                      |              | Südafrika gewinnt mit 13 Runs (D/L method) |   |                         |

### Viertes ODI in Centurion
| 27. Januar Scorecard | Centurion | Südafrika 164 (41)             | – | Pakistan 168-2 (31.3) |
|                      |           | Pakistan gewinnt mit 8 Wickets |   |                       |

### Fünftes ODI in Kapstadt
| 30. Januar Scorecard | Kapstadt | Pakistan 240-8 (50)             | – | Südafrika 241-3 (40) |
|                      |          | Südafrika gewinnt mit 7 Wickets |   |                      |

## Twenty20 Internationals

### Erstes T20 in Kapstadt
| 1. Februar Scorecard | Kapstadt | Südafrika 192-6 (20)         | – | Pakistan 186-9 (20) |
|                      |          | Südafrika gewinnt mit 6 Runs |   |                     |

### Zweites T20 in Johannesburg
| 3. Februar Scorecard | Johannesburg | Südafrika 188-3 (20)         | – | Pakistan 181-7 (20) |
|                      |              | Südafrika gewinnt mit 7 Runs |   |                     |

### Drittes T20 in Centurion
| 6. Februar Scorecard | Centurion | Pakistan 168-9 (20)          | – | Südafrika 141-9 (20) |
|                      |           | Pakistan gewinnt mit 27 Runs |   |                      |